# Klotrimazol
A klotrimazol (INN: clotrimazole) széles spektrumú gombaellenes hatású szer. A VIII. Magyar Gyógyszerkönyvben  Clotrimazolum     néven hivatalos.  

## Gyógyszerhatás
Antimikotikus hatása azon alapul, hogy az ergoszterin bioszintézisének gátlásával a gombasejt membránösszetételét megváltoztatja, és a permeabilitási zavarok végül a sejt líziséhez (felbomlásához) vezetnek.
A klotrimazolkoncentráció a bőrben az epidermisztől (hámréteg) a coriumon (irha) keresztül a szubkutiszig (bőralja) kimutatható, és a köröm keratinjában is megjelenik.

## Készítmények
- Candibene
- Canesten
- Canifug